# Zipfelbund
Der Zipfelbund ist ein Zusammenschluss der nördlichst gelegenen Gemeinde Deutschlands, List auf Sylt, der westlichst gelegenen Gemeinde Selfkant, des Marktes Oberstdorf im äußersten Süden und der Stadt Görlitz am östlichen Rand. Mit dem Begriff „Zipfel“ wird ein aus dem Territorium eines Landes herausragendes Gebiet bezeichnet.

## Lage
| Himmelsrichtung | Wappen                | Gemeindename  | Bundesland          | Koordinaten                  | Einwohner |
| --------------- | --------------------- | ------------- | ------------------- | ---------------------------- | --------- |
| Norden          | Wappen von List       | List auf Sylt | Schleswig-Holstein  | 55° 1′ 7″ N, 8° 25′ 56″ O    | 1540      |
| Osten           | Wappen von Görlitz    | Görlitz       | Sachsen             | 51° 9′ 10″ N, 14° 59′ 14″ O  | 55.186    |
| Süden           | Wappen von Oberstdorf | Oberstdorf    | Bayern              | 47° 24′ 35″ N, 10° 16′ 45″ O | 9279      |
| Westen          | Wappen von Selfkant   | Selfkant      | Nordrhein-Westfalen | 51° 1′ 0″ N, 5° 55′ 0″ O     | 10.786    |

- Karte mit allen Koordinaten:
- OSM |
- WikiMap

Görlitz – der östliche Vertreter im Zipfelbund – ist nicht die Gemeinde mit dem östlichsten Punkt Deutschlands, dieser liegt in der nördlichen Nachbargemeinde Neißeaue im Landkreis Görlitz.

## Geschichte
Anlässlich der zentralen Feierlichkeiten zum Tag der Deutschen Einheit 1999 in Wiesbaden wurde der Zipfelbund ins Leben gerufen und mit dem Zipfelpakt besiegelt. Darin verpflichten sich die vier Zipfelgemeinden, den Austausch auf Verwaltungsebene genauso zu pflegen wie die Koordination und die gemeinsamen Aktivitäten im bürgerschaftlichen Engagement.
Ein erstes Treffen der Bürgermeister von List, Oberstdorf, Görlitz und Selfkant fand am 9. und 10. Mai 1998 in Selfkant statt. Auf dem zweiten Treffen in List auf Sylt wurde die Gründung des Zipfelbundes vorbereitet.
Der Zipfelbund präsentiert sich seit 1999 regelmäßig auf der Ländermeile bei den zentralen Feierlichkeiten zum Tag der Deutschen Einheit. Er präsentiert die eigens entwickelten Produkte: So gibt es nach der Wurst mit vier Zipfeln, dem Zipfel-Journal und dem Zipfelpass seit 2004 eine Sonderkarte der Deutschen Post AG, die unter dem Titel „Abenteuer Deutschland“ den Zipfelbund würdigt und einen Sonderstempel zur Feier des Tages aufgelegt hatte.
2008 wurde erstmals der „Preis der Deutschen Zipfel“ vergeben, der an Persönlichkeiten oder Institutionen verliehen wird, die sich in besonderem Maße um soziale Belange in Deutschland verdient gemacht haben. Erster Preisträger des mit 4000 Euro – je 1000 Euro pro Gemeinde – dotierten Preises war der Meteorologe Jörg Kachelmann, der unter anderem in allen Zipfelgemeinden eine Wetterstation betreibt. 2009 ging der Preis an den ehemaligen Leichtathleten und Handballspieler Joachim Deckarm, 2010 wurde der ehemalige Bürgermeister und Senatspräsident Bremens, Henning Scherf, mit der Auszeichnung bedacht. 2014 wurden das Norddeutsche Knochenmark- und Stammzellspender-Register und ihre Gründerin und Geschäftsführerin, Marlena Robin-Winn, mit dem Preis geehrt, 2015 der Verein Projekt Schmetterling – der Krebskranke und ihre Angehörigen unterstützt –, 2016 die Katarina-Witt-Stiftung und 2017 der Verein Armut und Gesundheit in Deutschland e. V. 2018 erhielt die Jenny-De-la-Torre-Stiftung den Preis und 2019 Paulinchen e. V., der sich Familien mit brandverletzten Kindern widmet. In den Jahren 2020 und 2021 wurde keine Verleihung durchgeführt, 2022 erhielt das Jugendrotkreuz (JRK) Thüringen den Preis.

## Siehe auch

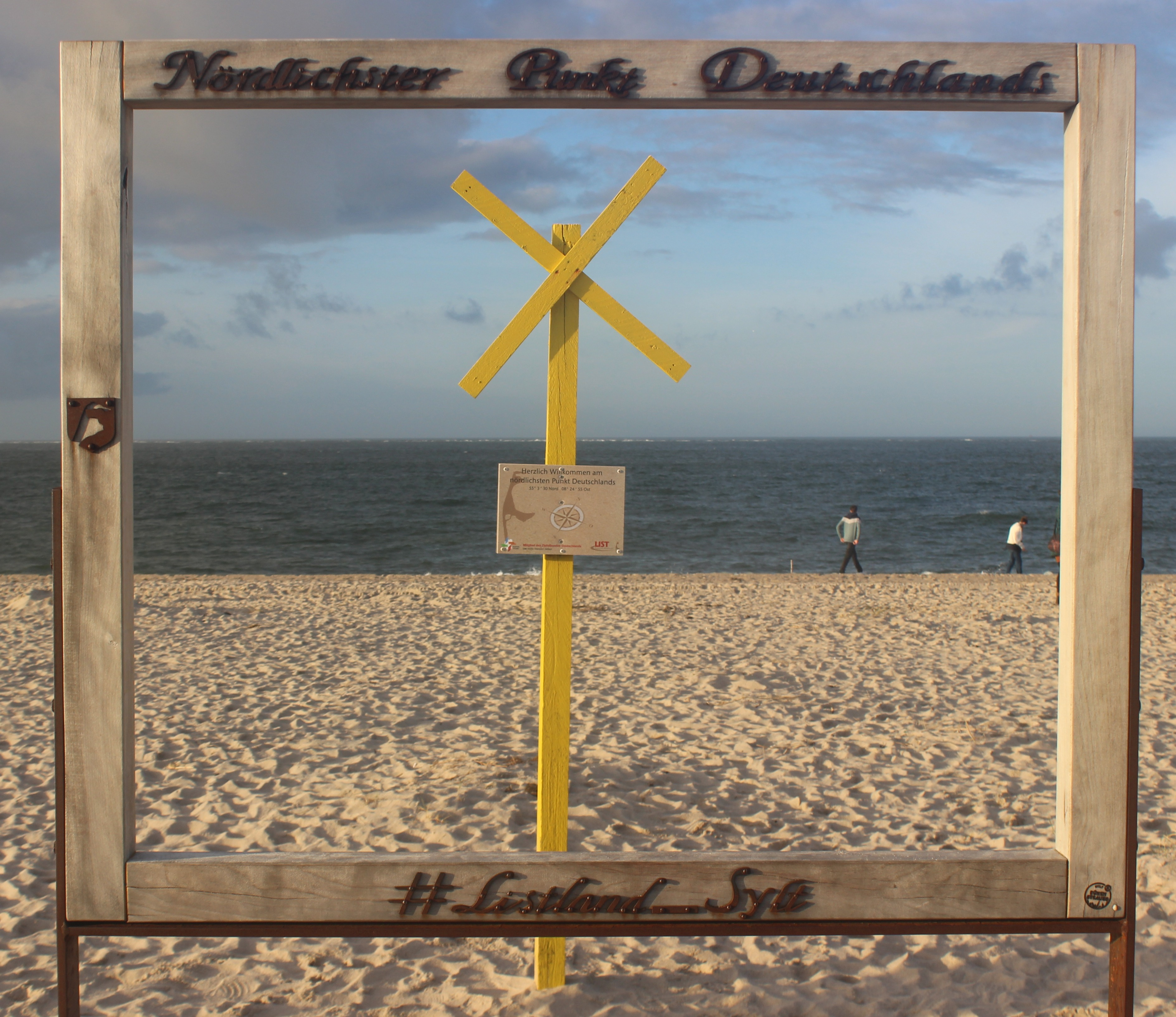
Nördlichster Punkt Deutschlands

## Weblinks

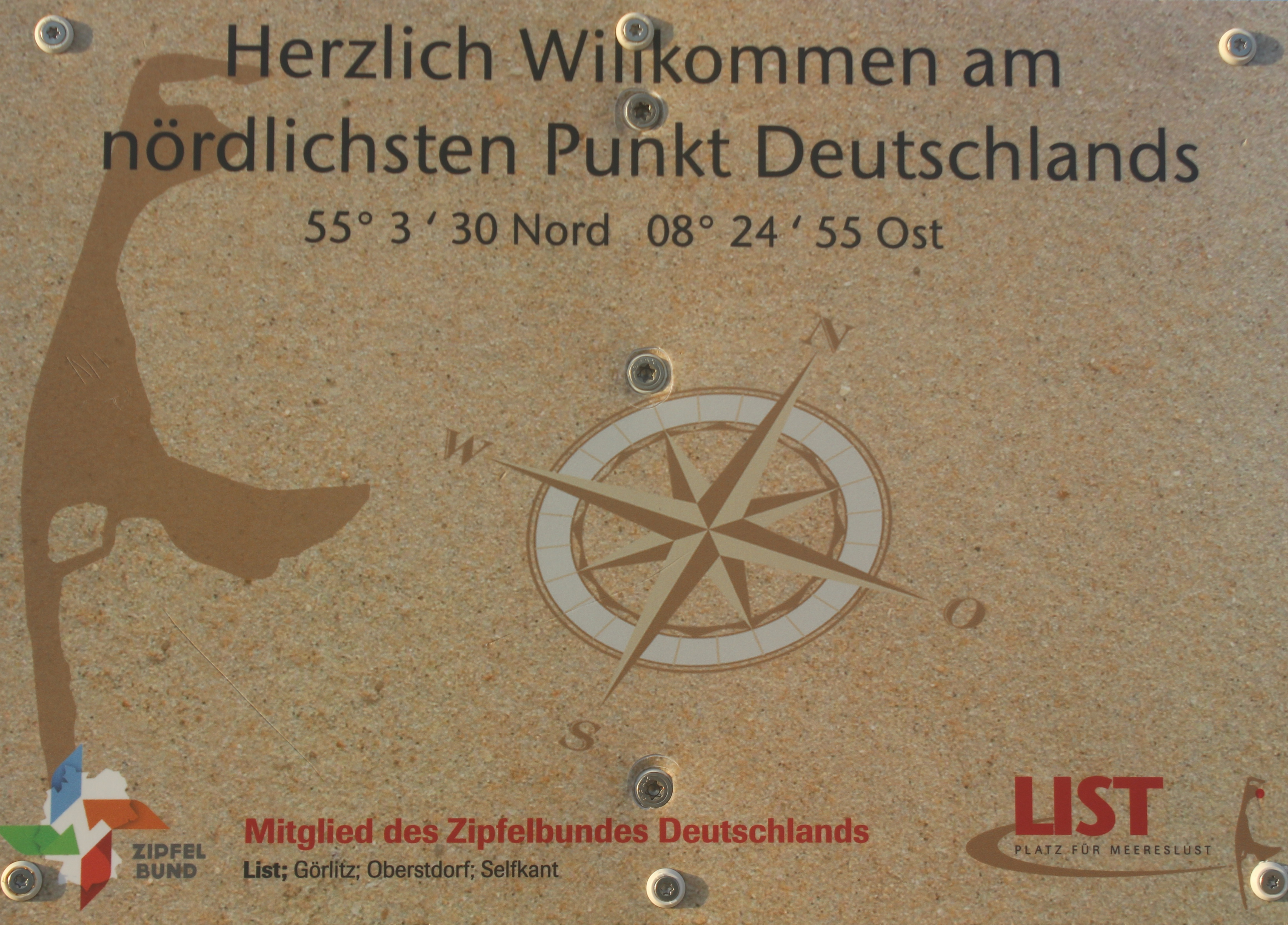
Hinweistafel des Zipfelbundes am nördlichsten Punkt Deutschlands